# Navutoka Cowboys Football Club
Il Navutoka FC è una squadra di calcio tongana che attualmente gioca nella Tonga Major League.

## Storia
Nel 1989 e nel 1994 hanno vinto il campionato Tongano, ma non hanno mai partecipato al Oceania Club Championship perché negli anni in cui hanno vinto, la competizione non era ancora stata creata. Oggi la squadra è allenata da Lui Muavesi.

## Palmarès
- Tonga Major League: 3

1989, 1994, 2023

## Calciatori storici
Dal 2001 al 2016 nel Navutoka ha militato Unaloto Feao che è considerato il più grande calciatore Tongano di tutti i tempi.